# Epidèmia de febre groga de 1821
L'epidèmia de febre groga de 1821 va ser un brot de febre groga que va afectar la ciutat de Barcelona, diverses poblacions de les terres de l'Ebre –entre les quals Tortosa– i la ciutat de Palma, a Mallorca, entre l'agost i el desembre de 1821. La malaltia va començar a estendre's al port de Barcelona i al barri de La Barceloneta procedent d'un vaixell de Cuba. D'antuvi, les autoritats sanitàries van confiar i creure que no era contagiosa, cosa que va fer que les decisions es prenguessin a deshora i el contagi s'escampés, amb el consegüent augment de morts. Finalment, es van imposar mesures d'aïllament a les zones afectades i es van habilitar diversos llatzerets per contenir la malaltia; tot i això, els controls no van evitar que alguns vaixells marxessin de port i acabessin a Tortosa i a Palma, on també es va estendre la febre groga juntament amb altres localitats de la rodalia. El desembre es va estabilitzar la situació i el dia de Nadal es va declarar oficialment el final de l'epidèmia.

## Antecedents
L'aparició de brots de febre groga en el context europeu data del descobriment d'Amèrica, tot i que la malaltia en si es desconeix si era originària de l'Àfrica o si, ans al contrari, era endèmica del continent americà. Des d'aquell moment hi ha noticies periòdiques que s'han identificat amb la febre groga. Val a dir que la febre groga no va ser l'única malaltia que va tenir una important repercussió històrica, sinó que n'hi va haver d'altres que van aparèixer reiteradament, com és el cas del còlera morb.
La península Ibèrica es va veure afectada per la febre groga durant els segles XVIII i XIX. El 1723 va haver-n'hi una epidèmia a Lisboa, tot i que les poblacions més afectades van ser les d'Andalusia, especialment la ciutat de Cadis –que durant part del segle xviii continuava sent el port que tenia el monopoli del comerç amb les colònies espanyoles a Amèrica–, que va tenir episodis de febre groga el 1730 i 1733 i de nou el 1800. Altres ciutats on va haver-hi brots van ser Màlaga (1741), Jerez de la Frontera (1800), on van morir més de 14.000 persones, Cartagena (1804), on van morir vora 12.000 persones, i Còrdova (1806). En general, les poblacions més afectades van ser les dels litorals andalús i murcià, però també les del sud del País Valencià, molt sovint també a causa de les condicions idònies a causa de la calor de l'estiu o la humitat, factors que facilitaven la propagació de la malaltia. També les illes Canàries van patir episodis d'aquesta malaltia de forma recurrent amb unes conseqüències desastroses. Els darrers episodis d'abans de 1821 van ser les epidèmies succeïdes a Girona i Cadis (1819); aquest darrer brot es va estendre a Sevilla, San Fernando, Jerez de la Frontera i altres poblacions properes el 1820.

## Desenvolupament

### Aparició

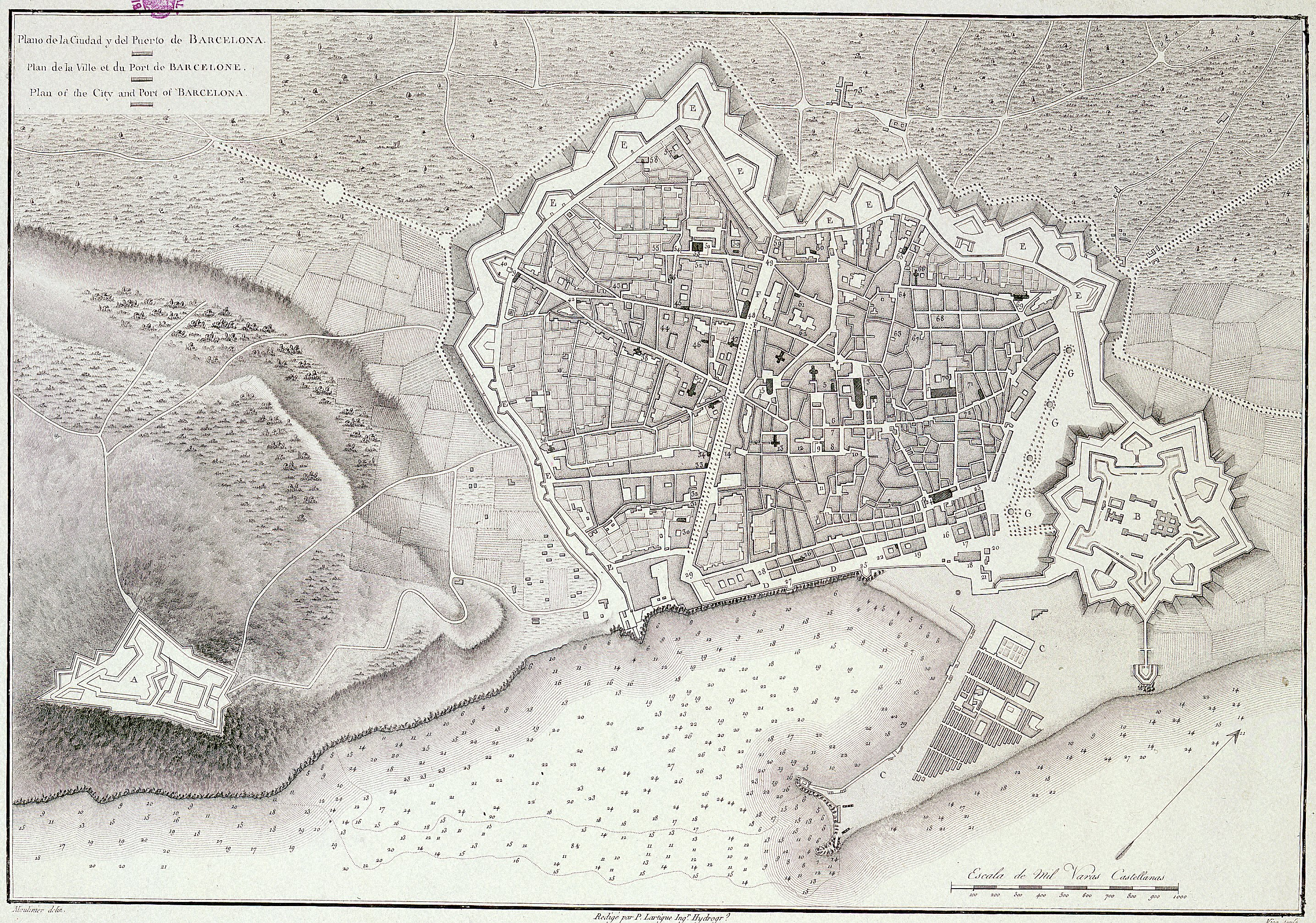
Plànol de Barcelona (1806) on es pot veure la ciutat emmurallada i, extramurs, el barri portuari de La Barceloneta, que quedava separat físicament del recinte.

La febre groga va arribar l'agost de 1821, que va ser especialment calorós. En termes generals, hom coincideix que la malaltia la van portar els tripulants infectats d'un buc procedent de Cuba, atès que la malaltia és endèmica de zones tropicals. Les primeres notícies són del 3 d'agost, quan la Junta Superior de Sanitat es va assabentar de diversos casos d'una malaltia sospitosa al barri de La Barceloneta: immediatament es va inspeccionar els malalts i es va informar de la mort de quatre persones. Dintre de la Junta hi hagué divergències sobre si la malaltia era contagiosa o no; la discussió va acabar amb la victòria dels que creien que no ho era i els altres van ser titllats d'alarmistes. Tanmateix, l'augment del nombre de morts els següents dies va obligar a crear dos llatzerets de confinament i un altre d'observació. Malgrat tot, la Junta de Sanitat no va declarar l'estat d'epidèmia i va afirmar que havia aconseguit aïllar i reduir la malaltia i que per corroborar-ho havia fet visites a domicilis i hospitals, tant a la ciutat com a La Barceloneta. Això va calmar els ànims dels barcelonins, que van confiar en l'absència de contagi i van pensar, potser, que la malaltia era benigna.

### Mesures
A finals d'agost la situació no havia millorat, malgrat que la Junta de Sanitat deia que la malaltia no passava del port i del barri portuari, els quals s'havien confinat establint un cordó sanitari. S'havia incomunicat també el port vell i s'ordenà el trasllat de 220 mariners a monestirs habilitats com a llatzerets i a un recinte de convalescència a la Casa de la Virreina del Perú, un palau situat a la vila de Gràcia. D'altra banda, per millorar l'alimentació dels més pobres, es repartia sopa cada dia. Tot i les mesures, el nombre de morts va ascendir a 57; la situació es va tornar crítica, i el 3 de setembre la Junta Superior de Sanitat i la Municipal, nomenada per l'Ajuntament de Barcelona, van coordinar esforços per ampliar el cordó sanitari. La Barceloneta va ser totalment incomunicada de la resta de la ciutat i, per extensió, de tota Catalunya, amb l'excepció del personal que s'encarregava del repartiment de les sopes de beneficència. També alguns religiosos de diverses ordes es van arriscar en entrar al recinte acordonat per auxiliar els necessitats. S'implantaren mesures tan impopulars com ineficaces, com l'obligació de declarar si s'havia estat en contacte amb algun contagiat, sota pena de multes econòmiques. Algunes persones, probablement, burlaven els controls i feien estendre encara més l'epidèmia.
A mitjan setembre apareix la primera referència a la malaltia anomenant-la «febre groga». Van continuar aplicant-se mesures, es van marcar més cordons sanitaris i es van habilitar altres llatzerets. Les autoritats i institucions de Barcelona van instal·lar-se a les localitats dels voltants per evitar el contagi. La Reial Audiència es va traslladar a Vic; la Casa de Correus, a Sant Feliu de Llobregat; i la resta d'autoritats provincials, polítiques i militars es van instal·lar a Esparreguera, des d'on van coordinar les accions que s'havien de dur a terme. Es va formar una policia de salubritat i es van dictar disposicions respecte a les dades estadístiques, herències i successions, que es va traduir en obligar els notaris i escrivans a assistir els malalts que volien atorgar testament, i en el cas dels religiosos, els enterraments s'havien d'efectuar poques hores després de la defunció. Es va demanar també a la resta de poblacions catalanes la col·laboració i el suport per als ciutadans de Barcelona i de les altres localitats infectades.

### Pic i estabilització
A primers d'octubre els morts ascendien a 800 i, a partir d'aquell moment, les víctimes mortals eren dues-centes diàries. Al llarg d'aquest mes es va viure la situació més virulenta. Per pal·liar la situació dels pobres i poder mantenir el servei de sopes de beneficència, es van obrir subscripcions populars per a sufragar-les. Grups de gent de classe pobra van ser instal·lats fora de la ciutat, a les faldes de Montjuïc, a la part de Sants i Creu Coberta; el terror es va apoderar de la ciutat i es va desconfiar de la Junta de Sanitat i de les seves mesures. Paral·lelament van començar a celebrar-se actes religiosos (processons, misses...) per pregar per la fi de la malaltia amb una afluència notable de públic.
Fins a finals de novembre la situació no es va estabilitzar. El 25 de novembre es va oficiar un tedèum a la catedral en acció de gràcies per l'afebliment de la virulència de l'epidèmia. Finalment, les autoritats van declarar finalitzada l'epidèmia el 25 de desembre de 1821. Val a dir que l'aïllament de les zones acordones va durar fins al 18 de desembre, però la quarantena, és a dir, l'entrada de persones i mercaderies o altres objectes des de les zones infectades, es va mantenir fins al dia 24. El càlcul de nombre de morts és diferent segons l'autor, alguns afirmen que va ser de 6.244, mentre que d'altres l'eleva a uns 20.000.

### Fora de Barcelona
Malgrat el cordó sanitari i la quarantena aplicades a la zona del port de Barcelona, de vegades els controls no eren suficients, per aquesta raó es van veure afectades altres localitats, principalment Tortosa. El mes de setembre un vaixell arribat de Barcelona va propagar la malaltia; atès que la zona infectada de Barcelona era tancada, la Junta Municipal de Sanitat de Tortosa, d'antuvi, no va considerar-la contagiosa, però finalment es van adonar que era la mateixa febre groga que hi havia a Barcelona. De fet, a Tortosa va ser més virulenta i es va estendre a poblacions veïnes, tot i que amb menys intensitat, com Mequinensa, Móra d'Ebre o Ascó. Al cap d'uns dies, el 17 de setembre, es va aïllar totalment la ciutat de Tortosa. Gràcies a les decisions que es van prendre per actuar contra la malaltia es va evitar que s'estengués a nuclis de població importants com Tarragona. A Valls, per exemple, es va establir un règim horari d'entrada estricte i es va prohibir l'entrada a la ciutat a tota persona que no tingués passaport o certificat sanitari, i es va barrar terminantment l'entrada de persones de Barcelona o de les altres localitats infectades de les terres de l'Ebre. A Tortosa, l'aïllament va finalitzar el 20 de desembre.
Fora de Catalunya, l'epidèmia va afectar l'illa de Mallorca, on es va declarar oficialment el 19 de setembre; l'illa ja s'havia vist afectada per una epidèmia similar l'any anterior. Segons el cronista de referència varien les versions i el nombre de morts. Segons sembla, l'epidèmia va començar al barri de Santa Creu de Palma i després va passar al puig de Sant Pere i a la resta de la ciutat, a la qual es va instal·lar un cordó sanitari. Es van habilitar tres hospitals i es van crear diversos campaments per acollir els pobres i persones sense llar. L'Ajuntament de Palma va haver de fer un gran esforç econòmic. A mitjan novembre la malaltia va començar a desaparèixer; la xifra de morts es calcula que va ser entre 3.200 i 5.000.
L'epidèmia també va tenir un fort ressò a França. El govern de Lluís XVIII va col·locar un gran nombre de tropes a la frontera on, amb l'excusa del control sanitari, van donar suport a nuclis absolutistes de l'Urgell. D'altra banda, es va enviar una comissió formada per diversos metges francesos –entre els quals Etiénne Pariset i André Mazet, que va morir a causa de l'epidèmia– acompanyats per dues religioses de l'orde de Sant Camil, que van arribar a Barcelona per investigar la malaltia. L'Acadèmia Francesa va convocar un premi sobre la dedicació abnegada dels metges francesos i es van editar un bon nombre de poemes i algunes novel·les.

## Simptomatologia
El període d'incubació de la febre groga durava de tres a sis dies. Entre els símptomes destacava la febre, la icterícia (a causa de la qual la pell dels malalts es tornava groga) i un fort mal de cap, però també mal d'estómac i vòmits freqüents –els quals podien derivar en vòmits de color negre a causa d'una presència, en gran manera, de sang fosca grumollosa–, el sagnat pel nas i la boca, pal·lidesa a la pell, suor abundant, fotofòbia i convulsions. La malaltia també es caracteritzava per deixar una alta proporció de defuncions (entre el 20 i 90%) entre el cinquè i novè dia, a causa d'un coma hepàtic, insuficiència suprarrenal o circulatòria. Tanmateix, és d'esment que les descripcions que es fan a vegades a l'època són poc acurades, atès que el diagnòstic era complex en tractar-se d'una malaltia allunyada de les possibilitats reals dels metges per la seva formació acadèmica, a part del caràcter intermitent de la malaltia. A més, existia el temor dels facultatius a la reacció de la població si declaraven que hi havia una epidèmia; per això, en alguns casos que avui es consideren episodis epidèmics, en aquell moment són definits només com a «escalfors malignes».

## Tractament
Pel que fa al tractament dels infectats, es van emprar diversos mètodes, però cap no va ser gaire efectiu i el nombre de víctimes va continuar augmentant. El que més incidència i divulgació va tenir va ser l'administració d'elevades dosis de quina via oral, proposada pel metge Tadeo Lafuente. Aquesta només es podia aplicar en estadis primerencs de la malaltia perquè el producte afectava l'estómac i el fetge i provocava vòmits que afeblien el pacient. Passada la primera fase se seguien teràpies diferents segons si el pacient era més atlètic o més feble. En el primer cas, s'aplicaven sagnies o es feien servir remeis animals, per exemple sangoneres a la zona abdominal o a l'entrada de l'anus, cercant una acció antiespasmòdica. Als més febles se'ls feien fregues a la zona abdominal o a l'esquena amb alcohol alcanforat. Com a sedants hi havia medicaments orals a base d'opi, i com a sudorífics i antiespasmòdics es feien servir infusions aromàtiques de te a les quals s'afegia acetat amònic o gotes de tintura vinosa d'opi. Altres metges prescrivien oli comú aplicat en friccions o via oral, però no hi havia consens, perquè d'altres el desaconsellaven. En qualsevol cas, era conegut que tots els medicaments a base de substàncies químiques afeblien el pacient, pel que era habitual que es receptessin també medicaments restauradors de les funcions del cos, especialment les digestives, a causa dels vòmits que provocava la febre.

## Repercussió

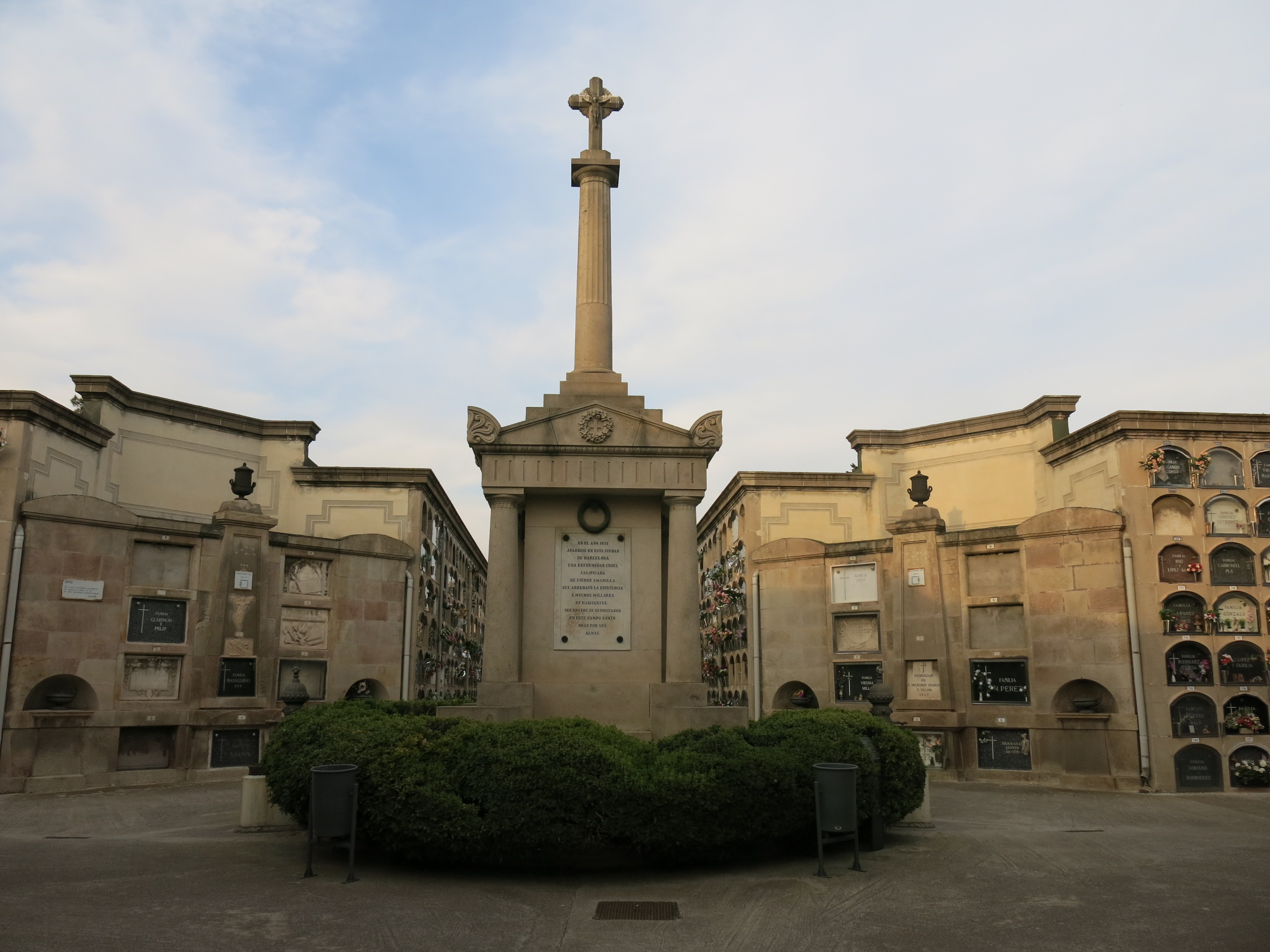
Monument dedicat a les víctimes de la febre groga de 1821 al Cementiri del Poblenou.

L'experiència d'aquesta epidèmia i d'altres al llarg del segle va servir per conscienciar respecte a les mesures higièniques i salubritat, que van fer pensar en noves propostes d'urbanisme, especialment en el cas de la ciutat de Barcelona –on van aflorar propostes com les d'Ildefons Cerdà– així com el pensament generalitzat que va veure la necessitat d'enderrocar les muralles medievals. De fet, en termes generals a nivell estatal, tant aquesta epidèmia com les altres que hi va haver durant el període van ser les causants directes de la implementació dels preceptes higienistes i una major conscienciació dels sectors mèdics i polítics per la salubritat, la sanitat i l'organització sanitària. Durant el Trienni Liberal es va intentar establir una llei general de sanitat a Espanya, tot i que aquesta no arribaria, finalment, fins a la promulgació de la Llei Orgànica de Sanitat de 1855. Com que les epidèmies sempre arribaven en bucs procedents de les Antilles a l'estiu, el 1824 es va promulgar un decret que obligava als vaixells procedents d'aquella regió a mantenir una quarantena: d'aquesta manera es van evitar nous episodis durant 46 anys, fins a l'any 1870, quan la febre groga va tornar a afectar diverses poblacions com Barcelona, entre d'altres.
A Barcelona existeix un monument en record de les víctimes de l'epidèmia de 1821 al Cementiri del Poblenou datat de 1895, obra de Leandre Albareda i Petit. Es tracta d'una reconstrucció d'un monument original del 1823 obra d'Antonio Ginesi. L'actual és fet de marbre blanc i presenta un cenotafi d'estil clàssic acabat en una columna amb una creu dalt de tot. A cadascun dels quatre costats del cenotafi hi ha una placa commemorativa: una en record de les víctimes, una altra en memòria dels regidors de l'Ajuntament morts a causa de la febre groga, i dues de dedicades als col·lectius que més van participar en la lluita contra l'epidèmia, metges i religiosos. Paral·lelament, a la mateixa ciutat es va projectar un altre monument, obra de Francesc Daniel Molina i Casamajó, dedicat als regidors municipals morts durant l'epidèmia, que havia d'instal·lar-se davant de la façana gòtica de l'Ajuntament de Barcelona, però finalment no va arribar a prosperar i no es va construir mai.